# Chlamys varia
La zamburiña (Chlamys varia) es una especie de molusco bivalvo de la familia Pectinidae. Es de aspecto similar a la vieira.

## Taxonomía
Se reconocen las siguientes subespecies:
- Chlamys varia nivea
- Chlamys varia varia

## Ecología
Se alimenta del plancton que filtra del agua a través de su sifón.

## Usos
La zamburiña posee una carne comestible. Es capturada principalmente en las costas de Galicia y Asturias. De tamaño inferior a la vieira, aproximadamente dos o tres veces menor, concentra un sabor y textura de mayor calidad. Es conocida internacionalmente por ser uno de los ingredientes de la empanada gallega; este preciado bivalvo goza de las mejores posiciones en los concursos culinarios. También se sirve sola a la plancha en su concha.[cita requerida]